# Grete Ingeborg Nykkelmo
Grete Ingeborg Nykkelmo (Trondheim, 25 dicembre 1961) è un'ex sciatrice nordica norvegese attiva sia nello sci di fondo sia nel biathlon.
È moglie di Vegard Ulvang, a sua volta fondista di alto livello.

## Biografia

### Carriera sciistica
In Coppa del Mondo di sci di fondo esordì nella gara inaugurale del 9 gennaio 1982 a Klingenthal (12ª), ottenne il primo podio il 18 dicembre 1984 a Davos (2ª) e l'unica vittoria il 20 dicembre 1986 a Cogne. Dal 1989 lasciò il fondo per dedicarsi al biathlon.
In carriera prese parte a un'edizione dei Giochi olimpici invernali gareggiando nel biathlon, Albertville 1992 (31ª nella sprint, 18ª nell'individuale), a due dei Campionati mondiali di sci nordico, vincendo quattro medaglie, e a due dei Campionati mondiali di biathlon, vincendo quattro medaglie.

### Altre attività
Dopo il ritiro intraprese la carriera di dirigente d'azienda fino a divenire vicepresidente della Statkraft, società attiva nel settore energetico.

## Palmarès

### Sci di fondo

#### Mondiali
- 4 medaglie:
  - 1 oro (20 km[3] a Seefeld in Tirol 1985)
  - 1 argento (staffetta[3] a Seefeld in Tirol 1985)
  - 2 bronzi (5 km[3], 10 km[3] a Seefeld in Tirol 1985)

#### Coppa del Mondo
- Miglior piazzamento in classifica generale: 2ª nel 1985
- 6 podi (tutti individuali[4])[5]:
  - 1 vittoria
  - 4 secondi posti
  - 1 terzo posto

##### Coppa del Mondo - vittorie
| Data             | Località | Nazione | Specialità |
| ---------------- | -------- | ------- | ---------- |
| 20 dicembre 1986 | Cogne    | Italia  | 20 km TL   |

Legenda:

TL = tecnica libera

### Biathlon

#### Mondiali
- 4 medaglie:
  - 1 oro (sprint[3] a Lahti 1991)
  - 3 argenti (staffetta a Minsk/Oslo/Kontiolahti 1990; individuale[3], staffetta a Lahti 1991)